# Vox Records
Vox Records è una etichetta discografica statunitense specializzata in musica classica. Il nome in latino significa voce.

## Storia
Vox venne fondata nel 1945, diffondendo inizialmente dischi a 78 giri, e specializzandosi nella pubblicazione su licenza di registrazioni di musica classica realizzate in Europa. È stata una delle ultime case discografiche più importanti ad adottare la registrazione stereo, intorno al 1960.
Uno dei prodotti caratteristici della Casa è il "Box Vox", una compilation di musiche di compositori specifici, come la musica pianistica di Fryderyk Chopin, Čajkovskij e Ravel, le sinfonie e la musica orchestrale di Rachmaninov; pezzi rari per orchestra di Čajkovskij, Massenet, e Rimskij-Korsakov, l'opera orchestrale completa dell'eccentrico compositore francese Erik Satie, e una delle collezioni più complete delle opere dei primi anni del compositore statunitense Louis Moreau Gottschalk.
Vox ha avuto etichette sussidiarie tra cui Turnabout e Candide. Negli ultimi anni, alcune incisioni Vox sono state pubblicate su etichetta Excelsior.
Sebbene Vox si sia specializzata nelle registrazioni di importazione, ha anche inciso l'Orchestra Sinfonica dello Utah diretta da Maurice Abravanel, l'Orchestra Sinfonica di Saint Louis diretta da Leonard Slatkin e la Minnesota Orchestra sotto Stanisław Skrowaczewski.
Nei primi anni 1970, Vox e le sue controllate hanno divulgato una serie di registrazioni compatibili quadrifoniche/stereo, ed in alcune di esse si può udire l'ambientazione quando le versioni CD vengono riprodotte con un amplificatore provvisto di decodifica Dolby e quattro altoparlanti. Una di queste è stato il primo album realizzato dall'Atlanta Symphony Orchestra and Chorus diretta da Robert Shaw, un set di 2-LP intitolato Nativity.

## Pubblicazioni importanti
Nel corso della sua esistenza, Vox ha esplorato la letteratura inconsueta con l'intenzione di coprire la più vasta gamma di repertorio ricercato nelle versioni complete. Tra le sue più significative produzioni si includono le seguenti:
- Nel corso del 1950, Vox ha pubblicato il primo ciclo completo delle sonate di Schubert per pianoforte, eseguite dal pianista austriaco Friedrich Wührer; ha omesso alcune opere frammentarie, ma ha incluso una rara registrazione di Ernst Křenek, il completamento della Sonata in do maggiore, D. 840 (Reliquie).
- Vox ha pubblicato una delle poche esecuzioni complete del poco noto Terzo concerto per pianoforte ed orchestra di Čajkovskij, secondo quanto ricostruito da Sergej Taneev (1856-1915), con il pianista Michael Ponti. Questa performance è stata inclusa in un Box Vox (uscito nel 1991) di Cajkovskij con i tre concerti per pianoforte e orchestra e la raramente eseguita fantasia-concerto, op. 56, il tutto interpretato da Ponti con la Orchestra Sinfonica di Praga diretta da Richard Kapp (nel primo e secondo concerto e nella fantasia) e l'Orchestra della Radio Lussemburgo diretta da Louis de Froment.
- Vox ha inciso le esecuzioni delle sinfonie complete del compositore francese Darius Milhaud mentre dirige l'Orchestra Filarmonica di Lussemburgo.